# Jean Paige
Jean Paige (3 de julho de 1895 - 15 de dezembro de 1990) foi uma atriz de cinema estadunidense na era do cinema mudo, que atuou em 21 filmes entre 1917 e 1924, exclusivamente pelo Vitagraph Studios.

## Biografia

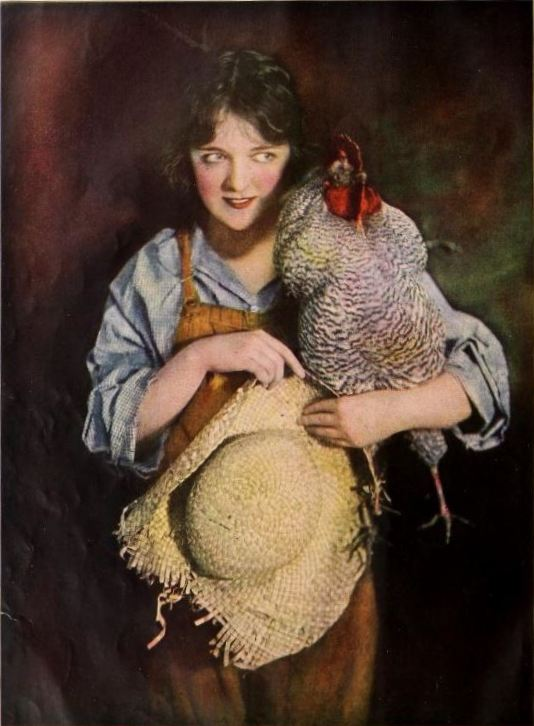
Jean Paige na revista Shadowland, 10 de setembro de 1919, p. 79.

Nasceu Lucile Beatrice O'Hair em Paris, Illinois e cresceu na fazenda de seu pai, onde desenvolveu seu amor pelos cavalos. Teve uma rígida educação religiosa e estudou atuação na Kings School of Oratory, Elocution and Dramatic Culture, em Pittsburgh. Após esse curso, o diretor Martin Justice, amigo de sua família, ofereceu-lhe um teste no Vitagraph, e Jean foi para Nova Iorque acompanhada por sua tia Emmy, em 1917. Após o teste foi imediatamente aceita, e atuou no filme da Vitagraph The Discounters of Money.
Passou a atuar exclusivamente pelo Vitagraph Studios, e iniciou sua carreira em 1917, com os filmes The Discounters of Money (1917)  e Blind Man's Holiday (1917), baseado em uma história de O. Henry Entre seus filmes destacam-se The Darkest Hour (1919), The Birth of a Soul (1920), Black Beauty (1921), Captain Blood (1924).
Ganhou destaque em um filme de Vitagraph chamado Too Many Crooks (1919), baseado no livro de J. Chauncey Brainerd, quando interpretou Charlotte Brown, e se tornou uma das principais atrizes da Vitagraph, estrelando vários filmes como protagonista. Em 1920, fez o seriado Hidden Dangers, e em 1924 fez seu último filme, Captain Blood, também pelo Vitagraph. Após esse filme, retirou-se definitivamente do cinema.

## Vida pessoal e morte
Em dezembro de 1920 casou com o produtor e presidente do Vitagraph Studios, Albert E. Smith.
Jean morreu em Los Angeles, Califórnia, aos 95 anos, em 1990, e foi sepultada no Forest Lawn Memorial Park, em Glendale.

## Filmografia parcial

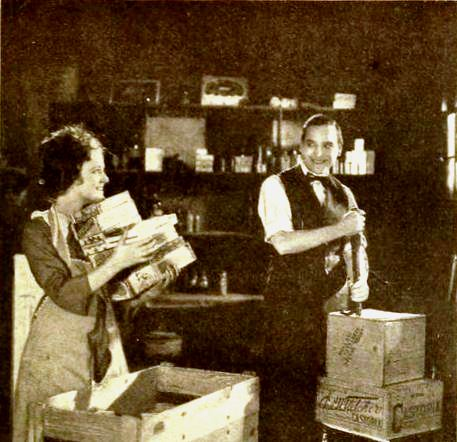
Cena do filme The Fortune Hunter (1920), com Jean Paige e Earle Williams.

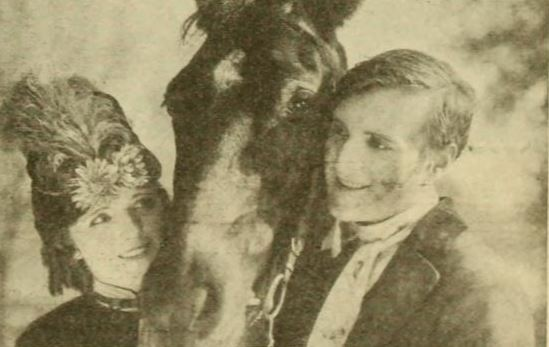
Cena do filme Black Beauty (1921), com Jean Paige e James W. Morrison.

- The Discounters of Money (1917)
- Blind Man's Holiday (1917)
- The Desired Woman (1918)
- Find the Woman (1918)
- The King of Diamonds (1918)
- Too Many Crooks (1919)
- The Darkest Hour (1919)[8]
- Daring Hearts (1919)
- The Birth of a Soul (1920)
- Hidden Dangers (1920)
- The Fortune Hunter (1920)
- Black Beauty (1921)
- The Prodigal Judge (1922)
- Captain Blood (1924)